# یاتای

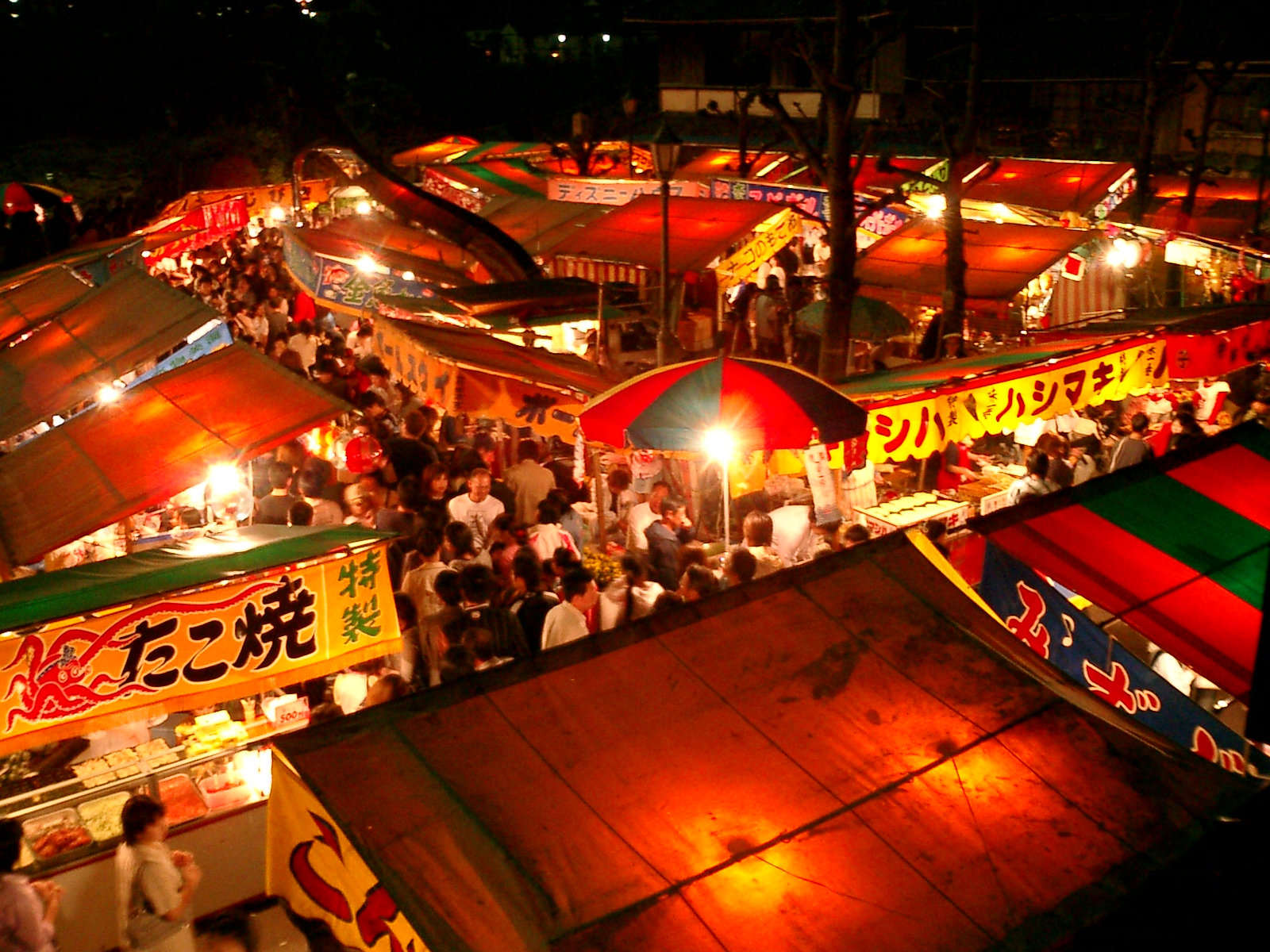
یاتای

یاتای (به ژاپنی: 屋台 yatai) در زبان ژاپنی یک واحد فروش قابل حمل و سیار است که در آن غذاهای سبک و نوشیدنی یا اسباب‌بازی فروخته می‌شود. یاتای نظیر روتن (به ژاپنی: 露店 ろてん) است با این تفاوت که روتن می‌تواند سیار نباشد و در کنار خیابان جنس‌ها فروخته شوند یا حتی در طبقهٔ اول یک ساختمان واقع باشد. در سراسر جهان انواع و اشکال مختلف یاتای وجود دارد. ابتدایی‌ترین شکل آن حمل اجناس بر روی شانه است و به سبب اینکه بسیاری از اجناس به این روش قابل حمل نیستند، فروش تمامی اجناس به این روش مشکل امکانپذیر نیست. ممکن است فروش اجناس بر روی چرخ دستی، دوچرخه یا موتور سیکلت یا چادر یا کامیون‌های کوچک یا وانت باشد. همچنین در ژاپن انواع آشپزخانه‌های سیار (به انگلیسی: Food cart) یا ماشین‌هایی که قسمت حمل بار آنها به‌طور مخصوص برای فروش تغییر شکل یافته نیز یاتای نامیده می‌شوند.

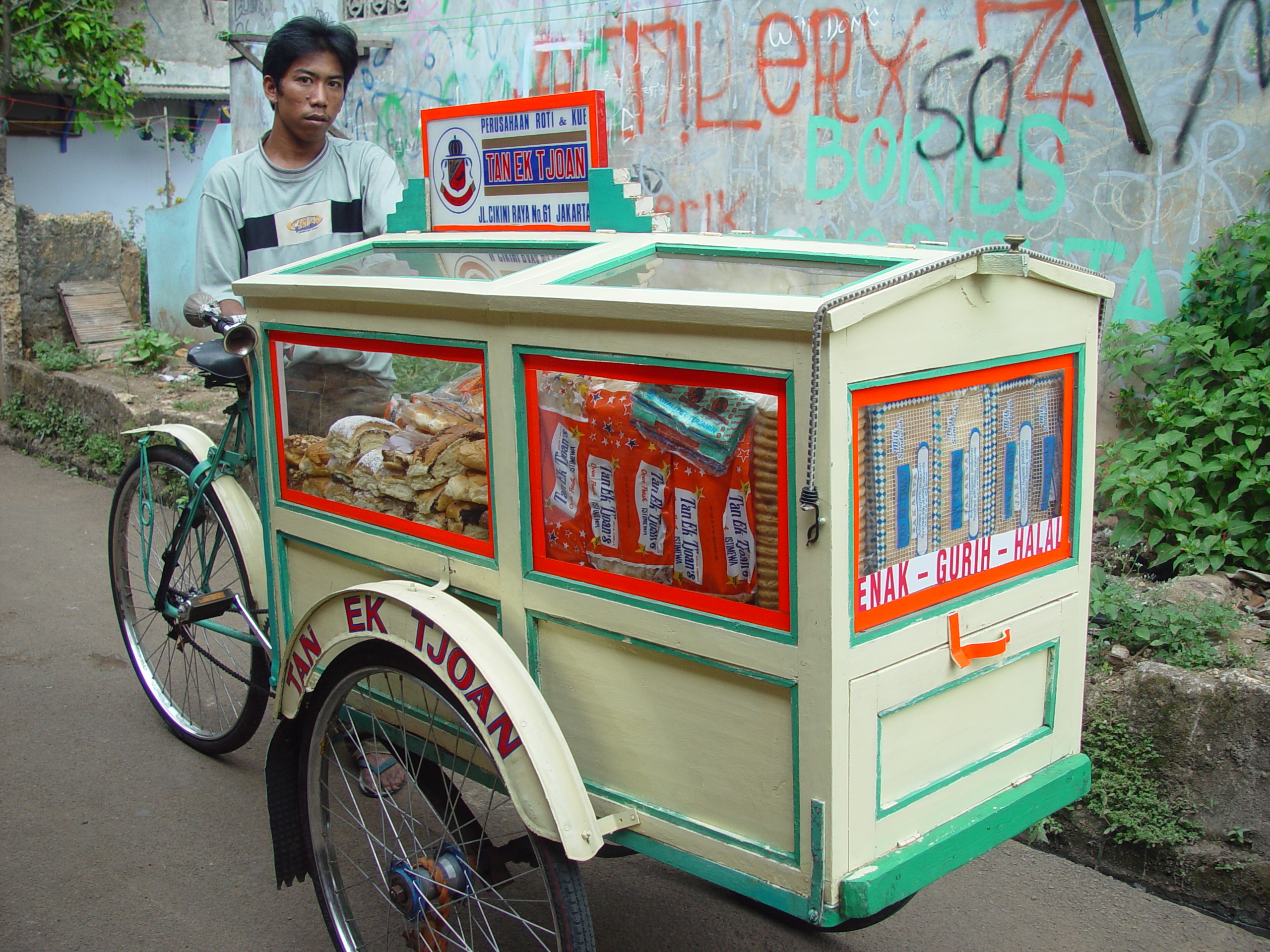
نان فروشی سیار در اندونزی
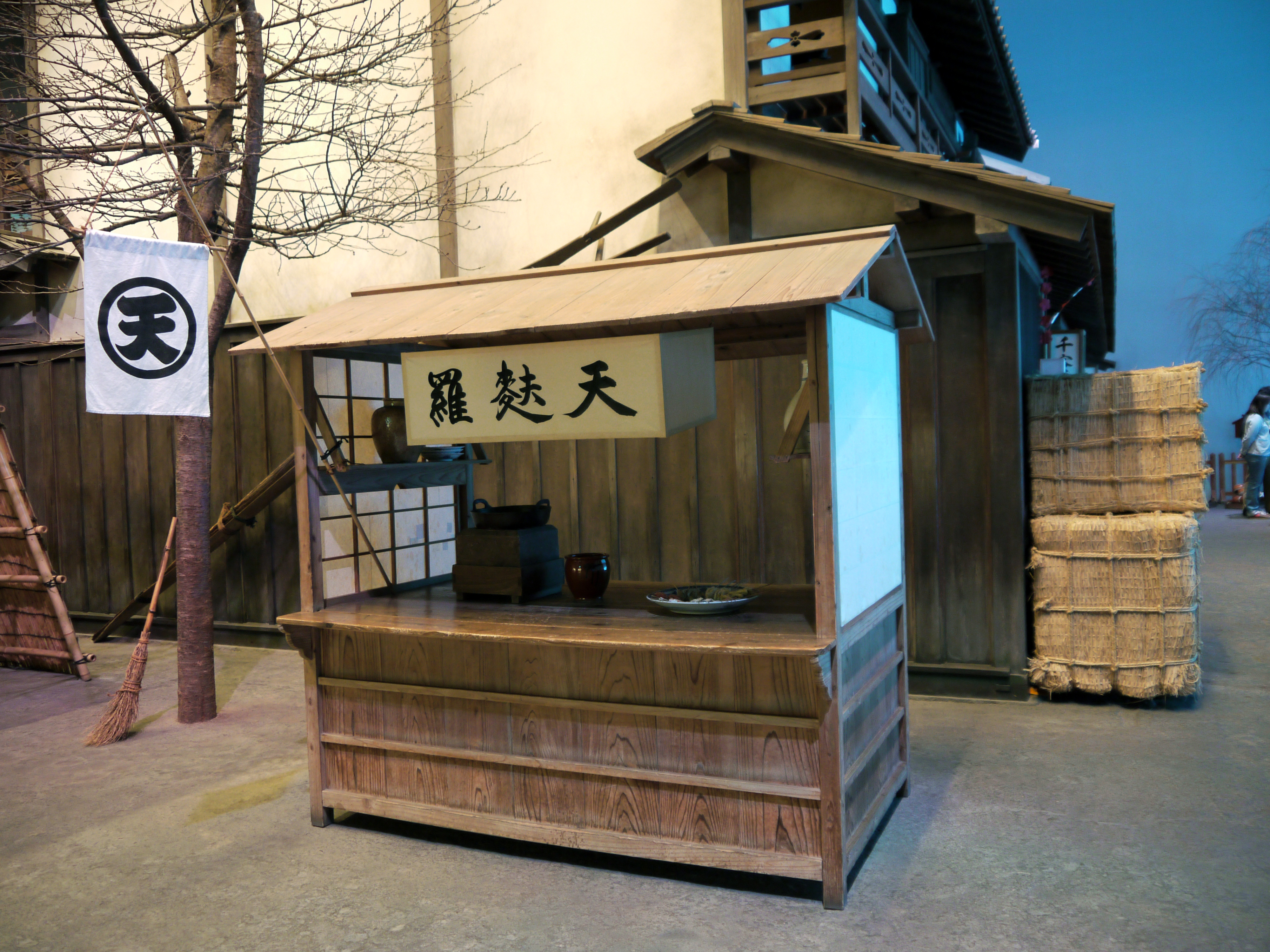
یاتای مخصوص فروش تمپورا بجای مانده از دوره ادو